# Танковичи
Танковичи — посёлок в Свердловской области России, административно подчинённый городу Серову. Входит в Серовский муниципальный округ.
Ранее посёлок входил в состав Еловского сельсовета Серовского района.

## Географическое положение
Посёлок Танковичи расположен в 14 километрах к северо-северо-востоку от города Серова, в лесной местности, на левом берегу реки Сосьвы (правого притока Тавды). В половодье автомобильное сообщение затруднено.

## История
Посёлок образован 7 августа 1996 года.

## Население
| 2002 | 2010 |
| ---- | ---- |
| 0    | →0   |